# René-Jean-Charles Chouteau
René-Jean-Charles Chouteau, francoski general, * 9. oktober 1891, † 20. avgust 1983.